# Горбачова Анастасія Валентинівна
Анастасі́я Валенти́нівна Горбачо́ва (нар. 16 березня 1983 — 6 серпня 2015) — стрілець-санітар розвідувальної групи Добровольчого Українського Корпусу, парамедик Медичний батальйон «Госпітальєри»

## Життєпис
Народилася 1983 року в місті Чернівці. Батько рано помер, багатодітна мама жила у злиднях, була змушена віддати дітей в інтернат, звідки їх забирала. Настя працювала санітаркою, продавцем на ринку, займалась біатлоном — закінчила Чернівецький військово-спортивний ліцей-інтернат. Доглядала важкохвору маму — померла в 2010-х. Проживала з сестрою, жили в селі поблизу Чернівців.
У часі війни — стрілець—санінструктор розвідувальної роти, окрема тактична група Добровольчого Українського Корпусу «Правий сектор». Брала участь в бойових діях під Донецьким аеропортом. Ззаду на касці носила лисячий хвіст — це одного разу врятувало кілька життів. Розвідгрупа пішла на вихід, забрати їх мали армійці з БТР, на який, крім них, посадили також двох бійців «Правого сектора», одним з них була «Лиса́». Водій наплутав та з'явився у полі зору розвідників не там і не в той час, як було домовлено. Розвідники прийняли вояків за «сепарів», і командир групи приготувався вистрелити з гранатомета. За мить до пострілу він побачив у одного з бійців на касці рудий хвіст.
Пережила дві контузії — восени 2014-го накрило «градами» під Водяним, вдруге — взимку 2015 року під ДАПом — під час атаки на базу «ДУК», поламало ребра.
На фронті зустріла своє кохання, створила сім'ю, чекала на дитину. На перших місяцях вагітності ще ходила в розвідку на зайняту терористами територію.
6 серпня 2015-го загинула від вогнепального поранення з мисливської рушниці в серце у місті Маріуполь. Слідство розглядало 2 версії: нещасний випадок і вбивство.
Похована у Чернівцях, Алея Слави Центрального кладовища.

## Вшанування
- рішенням Чернівецької міської ради нагороджена медаллю «На славу Чернівців» (посмертно).
- 14 грудня 2016-го у військово-спортивному ліцеї Чернівців відкрили меморіальні дошки двом героям — Анастасії Горбачовій і Дмитрові Руснаку.
- У Львові на алеї героїнь у парку Богдана Хмельницького висаджено дерево в її пам'ять.